# سن-لوسین، کبک
سن-لوسین (به فرانسوی: Saint-Lucien) شهری در منطقه شهری درومون ناحیه سانتر-دو-کبک در استان کبک کانادا است. در سرشماری سال ۲۰۱۱ این شهر ۱٬۳۹۴ نفر جمعیت داشته‌است و مساحت آن ۱۱۳٫۶۱ کیلومتر مربع است.